# Caboré
Caboré, właśc. Everaldo de Jesus Pereira (ur. 19 lutego 1980 w Salvadorze) – brazylijski piłkarz występujący na pozycji napastnika.

## Życiorys
Do 2006 roku grał w brazylijskich klubach: EC Ipitanga da Bahia, EC Vitória, Bonsucesso FC i Ituano FC. W 2007 roku został piłkarzem Gyeongnam FC. W K League 1 zadebiutował 4 marca w zremisowanym 1:1 spotkaniu z Ulsanem Hyundai, w którym strzelił bramkę. W sezonie 2007 zdobył 17 goli w 25 meczach ligowych, zostając królem strzelców K League 1. Po zakończeniu sezonu przeszedł do FC Tokyo. W J.League Division 1 zadebiutował 8 marca w zremisowanym 1:1 spotkaniu z Vissel Kobe. Zawodnikiem FC Tokyo był do końca sierpnia 2009 roku, zdobywając w tym czasie 16 bramek w 55 meczach ligowych. Następnie za trzy miliony euro przeszedł do Al-Arabi SC. Z 21 bramkami Caboré został królem strzelców ligi katarskiej sezonu 2009/2010. W lipcu 2011 roku został piłkarzem Umm-Salal SC. W drugiej połowie 2014 roku grał jeszcze w CA Bragantino, po czym zakończył karierę.

## Statystyki ligowe
| Sezon     | Klub          | Liga                          | Mecze | Gole |
| --------- | ------------- | ----------------------------- | ----- | ---- |
| 2007      | Gyeongnam FC  | K League 1                    | 25    | 17   |
| 2008      | FC Tokyo      | J.League Division 1           | 34    | 11   |
| 2009      | FC Tokyo      | J.League Division 1           | 21    | 5    |
| 2012/2013 | Umm-Salal SC  | Qatar Stars League            | 12    | 8    |
| 2013/2014 | Umm-Salal SC  | Qatar Stars League            | 21    | 6    |
| 2014 (j)  | CA Bragantino | Campeonato Brasileiro Série B | 7     | 1    |